# Karl Gustav Cassel
Karl Gustav Cassel (Stockholm, 1886. október 20. – Jönköping, 1945. január 15.) svéd közgazdász, a közgazdaság-tudományban a Stockholmi Iskola egyik megalapítója. A gazdasági egyensúly kutatása terén Walras modelljének továbbfejlesztője. Nézeteiben a mennyiségi pénzelmélet híve volt, s ennek keretében nevéhez fűződik a valuták árfolyam-elméletében a vásárlóerő-paritás fogalmának megalkotása.

## Életrajza
Cassel először Uppsalában matematikát tanult, s tudományos fokozatot szerzett. A közgazdasági tanulmányait Németországban folytatta. A Stockholmi Egyetemen 1903-tól 1936-ig tanított. Tudományos tevékenysége a vásárlóerő-paritás fogalma révén már 1923-ban felkeltette Keynes figyelmét, aki elismerőleg szólt erről. Knut Wicksell-lel és David Davidsonnal együtt alapító tagja volt a Stockholmi Iskolának. Számos, neves tanítványa közé tartozik a közgazdasági Nobel-díjas Gunnar Myrdal és Bertil Ohlin.
Cassel a tanítás és a tudományos kutatómunka mellett több bizottságnak volt a tagja a svéd állam, illetve nemzetközi szervezet felkérésére. Sok munkát szentelt a svéd állami költségvetés bemutatását és ellenőrzését végző rendszer jobbításának. Az első világháború után Németország helyreállításának problémájával is foglalkozott. J. M. Keynes-hez hasonlóan már az 1920-as években óvott az aranystandardhoz való visszatéréstől a nemzetközi pénzügyekben, mivel azt tartotta, hogy a háború előtti aranyparitásoknak megfelelő árszínvonal csökkentés deflációs depresszióhoz vezet. 1929-ben a Népszövetség által életre hívott „aranybizottság” tagja volt és a válságot az általa megjósolt okokkal magyarázta. Ő volt a bizottság egyetlen tagja, aki síkra szállt egy expanzív pénzpolitika mellett és nem írta alá 1932-ben a bizottság munkáját összegző záró jelentést, mert az az aranystandard megtartását javasolta. Publikációiban Cassel később az aranytól teljesen független valutarendszer mellett tette le a voksot. Munkásságának elismeréseként beválasztották a Svenska Vetenskapsakademien, az Amerikai Művészeti és Tudományos Akadémia tagjai és a svéd Királyi Közgazdasági Társaság levelezői közé.

## Közgazdasági nézetei

### Elmélete az általános gazdasági egyensúlyról
Cassel a Walras által alkotott modell továbbfejlesztése során elszakadt a határhaszon-fogalomtól és pusztán a szűkösségi elv alapján kísérli meg az általános egyensúlyi állapotot modellezni. Az értékelméletet amúgy is a lélektan körébe sorolta a határhaszon fogalmával együtt. Ő azt a pénzmennyiséget, amit a vevők az áruért kínálnak, a szükséglet intenzitásának a kifejezőjeként kezeli.
Casselnél a termelési tényezőket a rendelkezésre álló teljes mennyiségben felhasználják, de a technikai koefficiensek nála is merevek. Dorman, Solow és Samuelson rámutatott arra, hogy a casseli modell egyenleteinek a megoldása közgazdaságilag értelmezhetetlen, ha a termelési tényezők aránya nem megfelelő. Szerintük Cassel elgondolása a munkanélküliséggel kapcsolatosan is túlzottan optimista. Cassel szerint ugyanis munkanélküliség esetén csökken a munkabér, ezért a munkaigényesebb termékek ára is csökken, ami a keresletük növekedéséhez vezet, s ez a termelés fokozása révén megszünteti a munkanélküliséget.
Ez azonban a modell egyenletei szerint csak akkor következik be bizonyos esetekben, ha a fogyasztási cikkek ára negatív bérköltség mellett fedezi a költségeket.
Dorfman, Solow és Samuelson szerint ezért ki kell kötni, hogy a termékek mennyisége és a termelési szolgálatok ára nem lehet negatív. De ekkor előfordul, hogy a termelési szolgálatok nincsenek teljesen felhasználva és az ár nem fedezi a termelési költségeket.

### Cassel a kamatról
A közgazdasági irodalomban a szerzők arra kérdésre is próbáltak választ találni, hogy miért kap a tőke tulajdonosa a tőke után kamatot? Mivel magyarázható a kamat léte egy stacioner gazdaságban, ahol nincs megtakarítás, nincs beruházás, csak a meglévő tőkék pótlása folyik?
A szubjektív értékelmélet talaján álló pénztári egyensúly elmélet a pénzt önálló határhaszonhoz juttatja azáltal, hogy azt tartja: az áruk eladás révén szerzett pénzt azért tartalékolják, hogy a szükségessé váló áruk vétele és saját árujuk elkészülte közötti időt ezáltal áthidalják.
Keynes szerint bizonyos jövedelemnagyságnál a fogyasztói pszichológia folytán a vagyongyűjtés vágya kerül előtérbe.
Mindkét magyarázatnál a kamatláb a megtakarítást serkenti és a kamat a megtakarítás jutalma.
Böhm-Bawerk ezzel szemben a jelenbeli és a jövőbeli fogyasztás közötti fogyasztói értékelés különbözetét látja a kamatban.
Schumpeter ezzel szemben stacioner gazdaságban tagadja a kamat létét, mivel szerinte ekkor csupán a tőke pótlását jelenti a tőke közreműködésének betudható értékrész.
Cassel mint a mennyiségi pénzelmélet híve viszont azt mondja, hogy a kamat a szűkös várakozás hozadéka. Nála a jelenbeli fogyasztás elhalasztása azt a várakozást jelenti, ami lehetővé teszi, hogy a termelési tényezőket fogyasztási cikkek termelése helyett termelési eszközök előállítására fordítsák, ezáltal a várakozás önálló termelési tényezővé válik az ő nézetrendszerében. Schumpeterrel ellentétben Cassel szerint a kamatnak a stacioner gazdaságban is léteznie kell, mert a tőkések pozitív kamat hiányában teljes jövedelmüket fogyasztásra fordítanák, azaz a kereslethez rendelkezésre álló tőke szűkössége mindig indukál valamekkora kamatlábat.

### Konjunktúra-elmélete
Cassel a tőkés gazdaság ciklikus mozgását összefüggésbe hozta az állótőke-beruházások és a kamatláb mozgásával. Úgy vélte, hogy a beruházható tőke szűkössége és a kamatláb emelkedése okozza a gazdasági válságokat.

## Főbb művei
The Nature and Necessity of Interest. (1903)
Teoretische Sozialökonomie. (1918)
The World’s Monetary Problems. (1921)
Money and Foreign Exchange After 1914. (1922)
Die Krise im Weltgeldsystem. (1933)
Quantitative Thinking in Economics. (1935)
The Downfall of the Gold Standard. (1936)
Der Zusammenbruch der Goldwährung. (1937)